# Europees kampioenschap voetbal 1968
De finaleronde van het Europees kampioenschap voetbal 1968 werd gehouden in Italië. Het was na de EK's van 1960 en 1964 het derde Europees kampioenschap dat gehouden werd door de UEFA. 
Bij deze derde editie van het EK voetbal werd het knock-outsysteem in de voorronde verlaten. Tijdens de kwalificatieronde werd voortaan in groepen gespeeld. Voor het eindtoernooi bleef het knock-outsysteem gehandhaafd. Aan het eindtoernooi deden slechts vier landen mee. Uit de geplaatste landen na de kwalificatiewedstrijden wees de UEFA Italië aan als organisator.

## Deelnemende landen

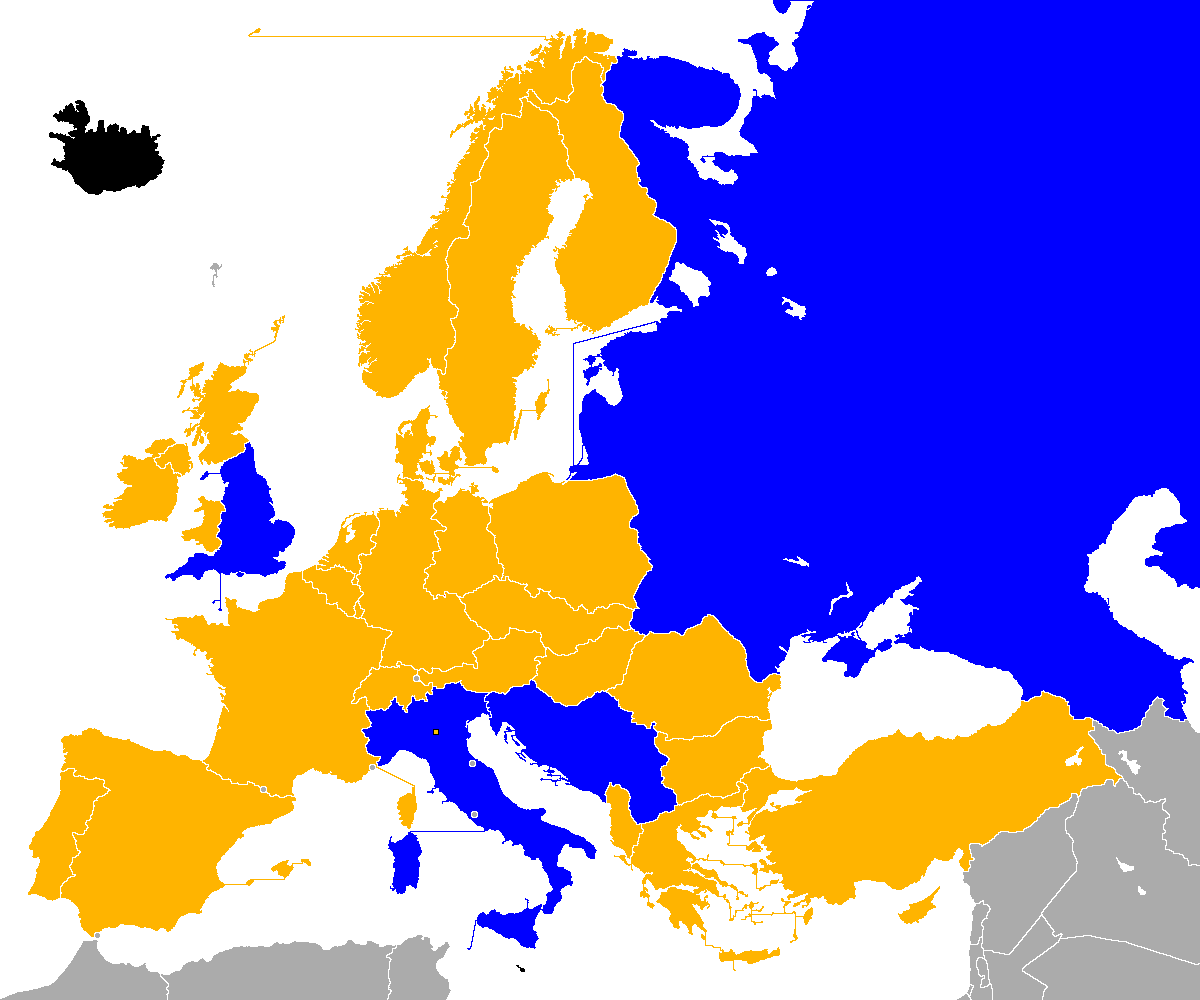
Gekwalificeerd
Niet gekwalificeerd
Niet deelgenomen
Geen UEFA-lid

| Land              | Kwalificatie | Eerdere deelnames aan EK1 |
| ----------------- | ------------ | ------------------------- |
| Italië (gastland) | kwartfinale  | 0 (debuut)                |
| Sovjet-Unie       | kwartfinale  | 2 (1960, 1964)            |
| Joegoslavië       | kwartfinale  | 1 (1960)                  |
| Engeland          | kwartfinale  | 0 (debuut)                |

## Speelsteden
De eindronde werd gespeeld in drie stadions.
| Rome                               | Napels                              | Florence                                  |
| ---------------------------------- | ----------------------------------- | ----------------------------------------- |
| Stadio Olimpico Capaciteit: 80.000 | Stadio San Paolo Capaciteit: 82.000 | Stadio Artemio Franchi Capaciteit: 56.000 |
| Stadio Olimpico                    | Stadio San Paolo                    | Stadio Artemio Franchi                    |
| 3 wedstrijden (finale)             | 1 wedstrijd                         | 1 wedstrijd                               |
| · Florence Napels Rome             |                                     |                                           |

## Scheidsrechters
Tussen haakjes staat aangegeven hoeveel wedstrijden de scheidsrechter bij dit toernooi heeft gefloten. 

## Uitslagen

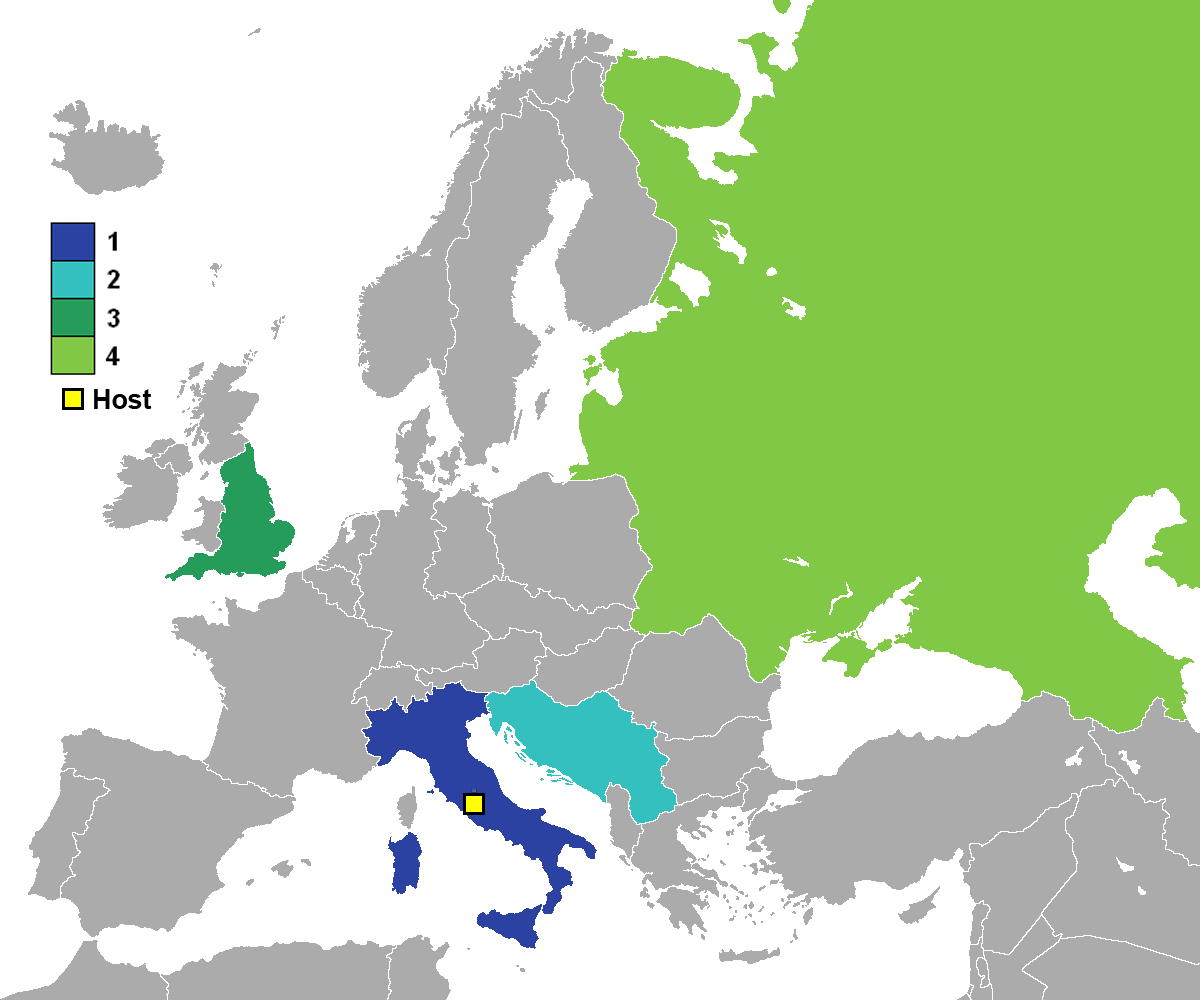
Deelnemende landen

|  | Halve finale      | Halve finale      |       |               | Finale                  | Finale |
|  |                   |                   |       |               |                         |        |
|  | 5 juni – Napels   |                   |       |               |                         |        |
|  | Italië            | 0                 |       |               |                         |        |
|  | Sovjet-Unie       | 0                 |       |               |                         |        |
|  |                   |                   |       |               |                         |        |
|  |                   |                   |       |               | 8 juni, 10 juni¹ – Rome |        |
|  |                   |                   |       |               | Italië                  | 1, 2¹  |
|  |                   | Joegoslavië       | 1, 0¹ |               |                         |        |
|  |                   |                   |       |               |                         |        |
|  |                   |                   |       |               | Derde plaats            |        |
|  | 5 juni – Florence | 5 juni – Florence |       | 8 juni – Rome | 8 juni – Rome           |        |
|  | Joegoslavië       | 1                 |       | Engeland      | 2                       |        |
|  | Engeland          | 0                 |       |               | Sovjet-Unie             | 0      |

¹ Replaywedstrijd

### Halve finale
In een bomvol stadion in Napels begon Italië sterk tegen de Sovjet-Unie, maar na 35 minuten viel Gianni Rivera uit en gebeurde er weinig opwindends meer in de wedstrijd. Ook na verlenging bleef de stand 0-0 en moest het muntstuk beslissen welke ploeg de finale moest halen. De Italianen kozen voor 'kop', het Franse tienfrancstuk belandde op de rug van de hand van scheidsrechter Tschenscher; de kop lag boven en Italië zat in de finale.
Joegoslavië won in Florence met 1-0 van de wereldkampioen Engeland door een doelpunt van Džajić vier minuten voor tijd. Het was het enige doelpunt in de halve finales. Joegoslavië had weer een talentvolle, frivole lichting en verbaasde al in de kwalificatie door van West-Duitsland te winnen.
|                                                  |                        |              |             |                                                                                      |
| 5 juni 1968 «onderlinge duels» 18:00 uur (UTC+2) | Italië                 | 0 – 0 (n.v.) | Sovjet-Unie | Stadio San Paolo, Napels Toeschouwers: 68.582 Scheidsrechter: Kurt Tschenscher (FRG) |
| 5 juni 1968 «onderlinge duels» 18:00 uur (UTC+2) | verslag (UEFA) verslag |              |             | Stadio San Paolo, Napels Toeschouwers: 68.582 Scheidsrechter: Kurt Tschenscher (FRG) |

|                                                  |             |                        |          | |
| 5 juni 1968 «onderlinge duels» 21:15 uur (UTC+2) | Joegoslavië | 1 – 0                  | Engeland | Stadio Artemio Franchi, Florence Toeschouwers: 21.834 Scheidsrechter: José María Ortiz de Mendíbil (ESP) |
| 5 juni 1968 «onderlinge duels» 21:15 uur (UTC+2) | Džajić 87'  | verslag (UEFA) verslag |          | Stadio Artemio Franchi, Florence Toeschouwers: 21.834 Scheidsrechter: José María Ortiz de Mendíbil (ESP) |

### Troostfinale
|                                                  |                        |                        |             |                                                                               |
| 8 juni 1968 «onderlinge duels» 18:45 uur (UTC+2) | Engeland               | 2 – 0                  | Sovjet-Unie | Stadio Olimpico, Rome Toeschouwers: 68.817 Scheidsrechter: István Zsolt (HON) |
| 8 juni 1968 «onderlinge duels» 18:45 uur (UTC+2) | Charlton 39' Hurst 63' | verslag (UEFA) verslag |             | Stadio Olimpico, Rome Toeschouwers: 68.817 Scheidsrechter: István Zsolt (HON) |

### Finale
|                                              |                |                        |             |                                                                                   |
| 8 juni 1968 «onderlinge duels» 21:15 (UTC+2) | Italië         | 1 – 1 (n.v.)           | Joegoslavië | Stadio Olimpico, Rome Toeschouwers: 68.817 Scheidsrechter: Gottfried Dienst (SUI) |
| 8 juni 1968 «onderlinge duels» 21:15 (UTC+2) | Domenghini 80' | verslag (UEFA) verslag | 32' Džajić  | Stadio Olimpico, Rome Toeschouwers: 68.817 Scheidsrechter: Gottfried Dienst (SUI) |

replay
|                                               |                       |                        |             |                                                                                               |
| 10 juni 1968 «onderlinge duels» 21:15 (UTC+2) | Italië                | 2 – 0                  | Joegoslavië | Stadio Olimpico, Rome Toeschouwers: 32.866 Scheidsrechter: José María Ortiz de Mendíbil (ESP) |
| 10 juni 1968 «onderlinge duels» 21:15 (UTC+2) | Riva 12' Anastasi 31' | verslag (UEFA) verslag |             | Stadio Olimpico, Rome Toeschouwers: 32.866 Scheidsrechter: José María Ortiz de Mendíbil (ESP) |

| UEFA Europees kampioenschap voetbal Winnaar 1968 |
| ------------------------------------------------ |
| ITALIË 1ste titel                                |

## Doelpuntenmakers
2 doelpunten
- Dragan Džajić

1 doelpunt
- Luigi Riva
- Angelo Domenghini
- Pietro Anastasi
- Geoff Hurst
- Bobby Charlton